# Ocellularia postposita
Ocellularia postposita är en lavart som först beskrevs av William Nylander och som fick sitt nu gällande namn av Andreas Frisch. 
Ocellularia postposita ingår i släktet Ocellularia och familjen Graphidaceae. Inga underarter finns listade i Catalogue of Life.